# 流動層
流動層（りゅうどうそう）または流動床（りゅうどうしょう）とは、上向きに流体を噴出させることによって、固体粒子を流体中に懸濁浮遊させた状態をいう。粒子に働く流体の力と重力とがつりあい、全体が均一な流体のように挙動する。
次のような利点がある。
- 固体と流体との接触面積が非常に大きい。
- 固体と流体との相対速度が大きい。
- 固体粒子が急速に混合される。
- 粒子間または粒子と器壁との衝突頻度が高い。

このため、各種工業の工程に幅広く応用される。
例としては、焼却炉またはボイラにおける燃焼、水処理、化学反応、乾燥、乾留、吸収、吸着、造粒などがある。